# Olympische Sommerspiele 1960/Teilnehmer (Österreich)
| Gelbes Symbol für Goldmedaillen mit stilisierten Olympischen Ringen | Graues Symbol für Silbermedaillen mit stilisierten Olympischen Ringen | Braundes Symbol für Bronzemedaillen mit stilisierten Olympischen Ringen |
| ------------------------------------------------------------------- | --------------------------------------------------------------------- | ----------------------------------------------------------------------- |
| 1                                                                   | 1                                                                     | —                                                                       |

Österreich nahm an den Olympischen Sommerspielen 1960 in der italienischen Hauptstadt Rom mit einer Delegation von 103 Sportlern, 82 Männer und 21 Frauen, teil.
Seit 1896 war es die dreizehnte Teilnahme Österreichs an Olympischen Sommerspielen.

## Flaggenträger
Der Kanute Herbert Wiedermann trug die Flagge Österreichs während der Eröffnungsfeier im Olympiastadion.

## Medaillen
Mit je einer gewonnenen Gold- und Silbermedaille belegte das österreichische Team Platz 18 im Medaillenspiegel.

### Medaillenspiegel
| Rang   | Sportart | Gold | Silber | Bronze | Gesamt |
| ------ | -------- | ---- | ------ | ------ | ------ |
| 1      | Schießen | 1    | —      | —      | 1      |
| 2      | Rudern   | —    | 1      | —      | 1      |
| Gesamt | Gesamt   | 1    | 1      | —      | 2      |

### Medaillengewinner
| Name/n                          | Sportart | Wettkampf                              |
| ------------------------------- | -------- | -------------------------------------- |
| Gold                            |          |                                        |
| Hubert Hammerer                 | Schießen | Freies Gewehr Dreistellungskampf 300 m |
| Silber                          |          |                                        |
| Alfred Sageder Josef Kloimstein | Rudern   | Zweier ohne Steuermann                 |

## Teilnehmer nach Sportart

### Boxen
| Athleten       | Wettbewerb        | 1. Runde        | 1. Runde | 2. Runde        | 2. Runde      | Achtelfinale  | Achtelfinale  | Viertelfinale | Viertelfinale | Halbfinale    | Halbfinale    | Finale        | Finale        | Rang          |
| Athleten       | Wettbewerb        | Gegner          | Ergebnis | Gegner          | Ergebnis      | Gegner        | Ergebnis      | Gegner        | Ergebnis      | Gegner        | Ergebnis      | Gegner        | Ergebnis      | Rang          |
| -------------- | ----------------- | --------------- | -------- | --------------- | ------------- | ------------- | ------------- | ------------- | ------------- | ------------- | ------------- | ------------- | ------------- | ------------- |
| Josef Grumser  | Leichtgewicht     | Salah Shokweir  | 0:5      | ausgeschieden   | ausgeschieden | ausgeschieden | ausgeschieden | ausgeschieden | ausgeschieden | ausgeschieden | ausgeschieden | ausgeschieden | ausgeschieden | ausgeschieden |
| Rupert König   | Halbweltergewicht | Bohumil Němeček | 2:3      | ausgeschieden   | ausgeschieden | ausgeschieden | ausgeschieden | ausgeschieden | ausgeschieden | ausgeschieden | ausgeschieden | ausgeschieden | ausgeschieden | ausgeschieden |
| Franz Koschina | Weltergewicht     | -               | -        | Max Meier       | KO2           | ausgeschieden | ausgeschieden | ausgeschieden | ausgeschieden | ausgeschieden | ausgeschieden | ausgeschieden | ausgeschieden | ausgeschieden |
| Egon Rusch     | Mittelgewicht     | Frik van Rooyen | 0:5      | ausgeschieden   | ausgeschieden | ausgeschieden | ausgeschieden | ausgeschieden | ausgeschieden | ausgeschieden | ausgeschieden | ausgeschieden | ausgeschieden | ausgeschieden |
| Peter Weiss    | Bantamgewicht     | Oei Hok Tiang   | 5:0      | Alfonso Carbajo | 1:3           | ausgeschieden | ausgeschieden | ausgeschieden | ausgeschieden | ausgeschieden | ausgeschieden | ausgeschieden | ausgeschieden | ausgeschieden |

### Fechten
| Athleten                                                | Wettbewerb        | 1. Runde | 1. Runde | 2. Runde                                                                        | 2. Runde | Viertelfinale                                                                                              | Viertelfinale | Halbfinale                                                           | Halbfinale    | Finale | Finale        | Rang          |
| Athleten                                                | Wettbewerb        | Gegner | Ergebnis | Gegner                                                                          | Ergebnis | Gegner | Ergebnis      | Gegner                                                               | Ergebnis      | Gegner | Ergebnis      | Rang          |
| ------------------------------------------------------- | ----------------- | --- | -------- | ------------------------------------------------------------------------------- | -------- | --- | ------------- | -------------------------------------------------------------------- | ------------- | --- | ------------- | ------------- |
| Herren                                                  |                   | |          |                                                                                 |          | |               |                                                                      |               | |               |               |
| Helmuth Resch                                           | Säbel, Einzel     | Rudolf Kárpáti Marcel Van Der Auwera Joaquim Rodrigues Keith Hackshall                                            | 2:2      | Wojciech Zabłocki Yakov Rylsky Walter Köstner Emeric Arus                       | 1:3      | ausgeschieden                                                                                              | ausgeschieden | ausgeschieden                                                        | ausgeschieden | ausgeschieden                                                                                                | ausgeschieden | ausgeschieden |
| Günther Ulrich                                          | Säbel, Einzel     | Wladimiro Calarese Nugsar Assatiani Michael Sichel Pablo Ordejón Abderrahman Sebti                                | 3:1      | Claude Arabo Zoltán Horváth Michael D‘Asaro Sen. Ladislau Rohony Juan Paladino  | 0:5      | ausgeschieden                                                                                              | ausgeschieden | ausgeschieden                                                        | ausgeschieden | ausgeschieden                                                                                                | ausgeschieden | ausgeschieden |
| Josef Wanetschek                                        | Säbel, Einzel     | Jerzy Pawłowski José Van Baelen Benito Ramos César de Diego Luis García                                           | 2:3      | Ryszard Zub David Tyschler Allan Kwatler Marcel Van Der Auwera Pierluigi Chicca | 1:4      | ausgeschieden                                                                                              | ausgeschieden | ausgeschieden                                                        | ausgeschieden | ausgeschieden                                                                                                | ausgeschieden | ausgeschieden |
| Paul Kerb Helmuth Resch Günther Ulrich Josef Wanetschek | Säbel, Mannschaft | Polen Japan | 1:0      | -                                                                               | -        | Vereinigte Staaten                                                                                         | 5:9           | ausgeschieden                                                        | ausgeschieden | ausgeschieden                                                                                                | ausgeschieden | ausgeschieden |
| Damen                                                   |                   | |          |                                                                                 |          | |               |                                                                      |               | |               |               |
| Traudl Ebert                                            | Florett, Einzel   | Bruna Colombetti-Peroncini Christina Lagerwall Romy Weiß-Scherberger Claudine Wallet Johanna Winter Norma Santini | 5:0      | -                                                                               | -        | Magda Nyári-Kovács Heidi Schmid Aleksandra Zabelina Irene Camber-Corno Régine Veronnet Christina Lagerwall | 3:3           | Galina Gorochowa Pilar Roldán Maria Vicol Kate Delbarre Ildikó Rejtő | 3:2           | Heidi Schmid Valentina Rastvorova Maria Vicol Galina Gorochowa Olga Orban-Szabo Elżbieta Pawlas Pilar Roldán | 1:6           | 8             |
| Helga Gnauer                                            | Florett, Einzel   | Elżbieta Pawlas Irene Camber-Corno Monique Leroux Margaret Stafford Ingrid Sander                                 | 2:3      | -                                                                               | -        | ausgeschieden                                                                                              | ausgeschieden | ausgeschieden                                                        | ausgeschieden | ausgeschieden                                                                                                | ausgeschieden | ausgeschieden |
| Maria Grötzer                                           | Florett, Einzel   | Sylwia Julito Lídia Sákovicsné Dömölky Janice Romary Marjatta Moulin Belkis Leal                                  | 3:2      | -                                                                               | -        | Olga Orban-Szabo Pilar Roldán Helga Mees Bruna Colombetti-Peroncini Monique Leroux                         | 3:3           | ausgeschieden                                                        | ausgeschieden | ausgeschieden                                                                                                | ausgeschieden | ausgeschieden |
| Traudl Ebert Helga Gnauer Maria Grötzer Waltraut Peck   | Florett, Einzel   | Deutschland Niederlande                                                                                           | 0:2      | -                                                                               | -        | ausgeschieden                                                                                              | ausgeschieden | ausgeschieden                                                        | ausgeschieden | ausgeschieden                                                                                                | ausgeschieden | ausgeschieden |

### Gewichtheben
| Athleten          | Wettbewerb          | Gesamtgewicht | Rang |
| ----------------- | ------------------- | ------------- | ---- |
| Hermann Dodojacek | Federgewicht        | 295,0 kg      | 16   |
| Kurt Herbst       | Mittelschwergewicht | 377,5 kg      | 17   |
| Walter Legel      | Federgewicht        | 282,5 kg      | 20   |
| Josef Tauchner    | Leichtgewicht       | 340,0 kg      | 16   |

### Kanu
| Athleten                                                          | Wettbewerb           | Vorlauf    | Vorlauf | Hoffnungslauf | Hoffnungslauf | Halbfinale    | Halbfinale    | Finale        | Finale        | Rang          |
| Athleten                                                          | Wettbewerb           | Zeit (min) | Rang    | Zeit (min)    | Rang          | Zeit (min)    | Rang          | Zeit (min)    | Rang          | Rang          |
| ----------------------------------------------------------------- | -------------------- | ---------- | ------- | ------------- | ------------- | ------------- | ------------- | ------------- | ------------- | ------------- |
| Männer                                                            |                      |            |         |               |               |               |               |               |               |               |
| Herbert Wiedermann                                                | K1 1000 m            | 4:15,71    | 6       | 4:13,73       | 2             | 4:17,45       | 6             | ausgeschieden | ausgeschieden | ausgeschieden |
| Helmut Holzschuster Franz Wolf                                    | K2 1000 m            | 3:49,37    | 5       | 3:53,48       | 3             | 3:54,46       | 5             | ausgeschieden | ausgeschieden | ausgeschieden |
| Herwig Dirnböck Kurt Liebhart                                     | C2 1000 m            | 4:42,43    | 3       | -             | -             | -             | -             | 4:43,70       | 9             | 9             |
| Walter Buchgraber Karl Leitner Hermann Salzner Herbert Wiedermann | K1 4 × 500 m Staffel | 8:20,16    | 3       | 8:23,90       | 3             | ausgeschieden | ausgeschieden | ausgeschieden | ausgeschieden | ausgeschieden |
| Frauen                                                            |                      |            |         |               |               |               |               |               |               |               |
| Helga Hellebrand-Wiedermann Lisa Schindler                        | K2 500 m             | 2:06,30    | 5       | 2:10,00       | 2             | -             | -             | 2:02,85       | 9             | 9             |

### Leichtathletik

#### Laufen und Gehen
| Athleten       | Wettbewerb  | Vorlauf     | Vorlauf | Viertelfinale | Viertelfinale | Halbfinale    | Halbfinale    | Finale        | Finale        |
| Athleten       | Wettbewerb  | Zeit        | Rang    | Zeit          | Rang          | Zeit          | Rang          | Zeit          | Rang          |
| -------------- | ----------- | ----------- | ------- | ------------- | ------------- | ------------- | ------------- | ------------- | ------------- |
| Herren         |             |             |         |               |               |               |               |               |               |
| Rudolf Klaban  | 800 m       | 1:50,96 min | 2       | 1:50,32 min   | 3             | ausgeschieden | ausgeschieden | ausgeschieden | ausgeschieden |
| Rudolf Klaban  | 1500 m      | 3:47,24 min | 7       | ausgeschieden | ausgeschieden | ausgeschieden | ausgeschieden | ausgeschieden | ausgeschieden |
| Elmar Kunauer  | 100 m       | 11,0 s      | 4       | ausgeschieden | ausgeschieden | ausgeschieden | ausgeschieden | ausgeschieden | ausgeschieden |
| Elmar Kunauer  | 200 m       | 22,2 s      | 5       | ausgeschieden | ausgeschieden | ausgeschieden | ausgeschieden | ausgeschieden | ausgeschieden |
| Dolfi Gruber   | Marathon    | -           | -       | -             | -             | -             | -             | 2:37,40 h     | 52            |
| Damen          |             |             |         |               |               |               |               |               |               |
| Friedl Murauer | 80 m Hürden | 12,08       | 5       | ausgeschieden | ausgeschieden | ausgeschieden | ausgeschieden | ausgeschieden | ausgeschieden |

#### Springen und Werfen
| Athleten         | Wettbewerb | Qualifikation | Qualifikation | Finale        | Finale        |
| Athleten         | Wettbewerb | Weite/Höhe    | Rang          | Weite/Höhe    | Rang          |
| ---------------- | ---------- | ------------- | ------------- | ------------- | ------------- |
| Herren           |            |               |               |               |               |
| Helmut Donner    | Hochsprung | 1,95 m        | 22            | ausgeschieden | ausgeschieden |
| Heinrich Thun    | Hammerwurf | 62,73 m       | 6             | 63,53         | 9             |
| Damen            |            |               |               |               |               |
| Dorli Hofrichter | Diskuswurf | 44,94 m       | 16            | ausgeschieden | ausgeschieden |
| Erika Strasser   | Speerwurf  | 43,80 m       | 17            | ausgeschieden | ausgeschieden |

#### Mehrkampf
| Athlet         | Disziplin | 100 m  | 100 m | Weitsprung | Weitsprung | Kugelstoßen | Kugelstoßen | Hochsprung | Hochsprung | 400 m  | 400 m | 110 m Hürden | 110 m Hürden | Diskuswurf | Diskuswurf | Stabhochsprung | Stabhochsprung | Speerwurf | Speerwurf | 1500 m     | 1500 m | Endergebnis | Endergebnis |
| Athlet         | Disziplin | Zeit   | Rang  | Weite      | Rang       | Weite       | Rang        | Höhe       | Rang       | Zeit   | Rang  | Zeit         | Rang         | Weite      | Rang       | Höhe           | Rang           | Weite     | Rang      | Zeit       | Rang   | Punkte      | Rang        |
| -------------- | --------- | ------ | ----- | ---------- | ---------- | ----------- | ----------- | ---------- | ---------- | ------ | ----- | ------------ | ------------ | ---------- | ---------- | -------------- | -------------- | --------- | --------- | ---------- | ------ | ----------- | ----------- |
| Hans Muchitsch | Zehnkampf | 11,5 s | 8     | 7,14 m     | 4          | 11,77 m     | 27          | 1,80 m     | 4          | 51,3 s | 12    | 15,8 s       | 9            | 31,79 m    | 25         | 3,20 m         | 12             | 38,44 m   | 23        | 4:23,3 min | 2      | 5950        | 17          |

### Moderner Fünfkampf
| Athleten                                       | Reiten | Fechten | Schießen | Schwimmen | Laufen | Punkte | Rang |
| Athleten                                       | Punkte | Punkte  | Punkte   | Punkte    | Punkte | Punkte | Rang |
| ---------------------------------------------- | ------ | ------- | -------- | --------- | ------ | ------ | ---- |
| Frank Battig                                   | 949    | 747     | 680      | 700       | 829    | 3.905  | 39   |
| Udo Birnbaum                                   | 1.010  | 793     | 640      | 730       | 832    | 4.005  | 37   |
| Peter Lichtner-Hoyer                           | 1.123  | 655     | 800      | 750       | 1.015  | 4.343  | 25   |
| Frank Battig Udo Birnbaum Peter Lichtner-Hoyer | 3.082  | 2.048   | 2.120    | 2.180     | 2.676  | 12.106 | 12   |

### Radsport

#### Bahnwettbewerbe
| Athleten                                              | Wettbewerb                   | Zeit (min) | Rang |
| ----------------------------------------------------- | ---------------------------- | ---------- | ---- |
| Günther Kriz                                          | 1000 m Einzelzeitfahren      | 1:12,58    | 20   |
| Peter Deimböck Kurt Garschal Günther Kriz Kurt Schein | 4000 m Mannschaftsverfolgung | 4:47,70    | 12   |

#### Straße
| Athleten                                                | Wettbewerb                   | Rang |
| ------------------------------------------------------- | ---------------------------- | ---- |
| Fritz Inthaler                                          | Einzel                       | 70   |
| Kurt Postl                                              | Einzel                       | 42   |
| Arnold Ruiner                                           | Einzel                       | 35   |
| Kurt Schweiger                                          | Einzel                       | DNF  |
| Peter Deimböck Fritz Inthaler Kurt Postl Kurt Schweiger | 100 km Mannschaftszeitfahren | 13   |

### Reiten

#### Springreiten
| Athleten                  | Wettbewerb | Strafpunkte | Rang |
| ------------------------- | ---------- | ----------- | ---- |
| Eduard Budil mit Feldherr | Einzel     | DNF         | DNF  |

### Ringen
| Athleten                | Wettbewerb        | 1. Runde               | 1. Runde | 2. Runde           | 2. Runde | 3. Runde          | 3. Runde      | 4. Runde             | 4. Runde      | 5. Runde      | 5. Runde      | 6. Runde      | 6. Runde      | 7. Runde      | 7. Runde      | Rang |
| Athleten                | Wettbewerb        | Gegner                 | Ergebnis | Gegner             | Ergebnis | Gegner            | Ergebnis      | Gegner               | Ergebnis      | Gegner        | Ergebnis      | Gegner        | Ergebnis      | Gegner        | Ergebnis      | Rang |
| ----------------------- | ----------------- | ---------------------- | -------- | ------------------ | -------- | ----------------- | ------------- | -------------------- | ------------- | ------------- | ------------- | ------------- | ------------- | ------------- | ------------- | ---- |
| Freistil                |                   |                        |          |                    |          |                   |               |                      |               |               |               |               |               |               |               |      |
| Franz Berger            | Weltergewicht     | Coenraad de Villiers   | N.       | Yutaka Kaneko      | N.       | ausgeschieden     | ausgeschieden | ausgeschieden        | ausgeschieden | ausgeschieden | ausgeschieden | ausgeschieden | ausgeschieden | ausgeschieden | ausgeschieden | 19   |
| Hans Marte              | Federgewicht      | Samuel Parker          | S.       | Mustafa Dağıstanlı | N.       | Jef Mewis         | N.            | ausgeschieden        | ausgeschieden | ausgeschieden | ausgeschieden | ausgeschieden | ausgeschieden | ausgeschieden | ausgeschieden | 16   |
| Griechisch-Römisch      |                   |                        |          |                    |          |                   |               |                      |               |               |               |               |               |               |               |      |
| Franz Berger            | Weltergewicht     | Juan Rolón             | S.       | Mithat Bayrak      | N.       | Ben Ali           | S.            | ausgeschieden        | ausgeschieden | ausgeschieden | ausgeschieden | ausgeschieden | ausgeschieden | ausgeschieden | ausgeschieden | 12   |
| Bartl Brötzner          | Leichtgewicht     | Leo Piek               | S.       | Adil Güngör        | U.       | Roger Skauen      | U.            | Branislav Martinović | N.            | ausgeschieden | ausgeschieden | ausgeschieden | ausgeschieden | ausgeschieden | ausgeschieden | 12   |
| Franz Brunner           | Bantamgewicht     | Mikhail Theodoropoulos | S.       | Edvin Vesterby     | N.       | Jiří Švec         | N.            | ausgeschieden        | ausgeschieden | ausgeschieden | ausgeschieden | ausgeschieden | ausgeschieden | ausgeschieden | ausgeschieden | 13   |
| Werner Hartmann         | Fliegengewicht    | Franz Burkhard         | N.       | Bengt Frännfors    | N.       | ausgeschieden     | ausgeschieden | ausgeschieden        | ausgeschieden | ausgeschieden | ausgeschieden | ausgeschieden | ausgeschieden | ausgeschieden | ausgeschieden | 17   |
| Helmut Längle           | Mittelgewicht     | Yacoub Romanos         | N.       | Russell Camilleri  | N.       | ausgeschieden     | ausgeschieden | ausgeschieden        | ausgeschieden | ausgeschieden | ausgeschieden | ausgeschieden | ausgeschieden | ausgeschieden | ausgeschieden | 21   |
| Hans Marte              | Federgewicht      | Konstantin Vyrupayev   | U.       | Umberto Trippa     | N.       | Roger Mannhard    | S.            | ausgeschieden        | ausgeschieden | ausgeschieden | ausgeschieden | ausgeschieden | ausgeschieden | ausgeschieden | ausgeschieden | 11   |
| Eugen Wiesberger junior | Halbschwergewicht | Maurice Jacquel        | S.       | Shunta Ishikura    | S.       | Gheorghe Popovici | N.            | Krali Bimbalow       | N.            | ausgeschieden | ausgeschieden | ausgeschieden | ausgeschieden | ausgeschieden | ausgeschieden | 8    |

### Rudern
| Athleten                                                                                   | Wettbewerb             | Vorlauf    | Vorlauf | Hoffnungslauf | Hoffnungslauf | Halbfinale    | Halbfinale    | Finale        | Finale        | Rang          |
| Athleten                                                                                   | Wettbewerb             | Zeit (min) | Rang    | Zeit (min)    | Rang          | Zeit (min)    | Rang          | Zeit (min)    | Rang          | Rang          |
| ------------------------------------------------------------------------------------------ | ---------------------- | ---------- | ------- | ------------- | ------------- | ------------- | ------------- | ------------- | ------------- | ------------- |
| Männer                                                                                     |                        |            |         |               |               |               |               |               |               |               |
| Gottfried Dittrich Adolf Löblich                                                           | Doppelzweier           | 7:18,13    | 3       | 7:15,63       | 4             | ausgeschieden | ausgeschieden | ausgeschieden | ausgeschieden | ausgeschieden |
| Dieter Ebner Helmuth Kuttelwascher Horst Kuttelwascher Dieter Losert Wolfdietrich Traugott | Vierer mit Steuermann  | 6:42,33    | 2       | 6:41,09       | 1             | 7:06,85       | 4             | ausgeschieden | ausgeschieden | ausgeschieden |
| Josef Kloimstein Alfred Sageder                                                            | Zweier ohne Steuermann | 7:06,95    | 2       | 7:20,48       | 1             | 7:30,10       | 1             | 7:03,69       | 2             | Silber        |
| Horst Fink                                                                                 | Einer                  | 7:43,53    | 3       | 7:47,09       | 3             | ausgeschieden | ausgeschieden | ausgeschieden | ausgeschieden | ausgeschieden |

### Schießen
| Athleten             | Wettbewerb                                 | Qualifikation | Qualifikation | Finale        | Finale        |
| Athleten             | Wettbewerb                                 | Punkte        | Rang          | Punkte        | Rang          |
| -------------------- | ------------------------------------------ | ------------- | ------------- | ------------- | ------------- |
| Herren               |                                            |               |               |               |               |
| Josef Fröwis         | Kleinkaliber Dreistellungskampf 50 Meter   | 551           | 12            | 1134          | 9             |
| Josef Fröwis         | Freies Gewehr liegend 50 Meter             | 378           | 31            | ausgeschieden | ausgeschieden |
| Hubert Hammerer      | Freies Gewehr Dreistellungskampf 300 Meter | 567           | 2             | 1129          | Gold          |
| Hubert Hammerer      | Kleinkaliber Dreistellungskampf 50 Meter   | 562           | 3             | 1132          | 22            |
| Wilhelm Sachsenmaier | Freies Gewehr Dreistellungskampf 300 Meter | 1098          | 6             | 1098          | 16            |
| Wilhelm Sachsenmaier | Freies Gewehr liegend 50 Meter             | 382           | 19            | 572           | 42            |
| Frank Sarnitz        | Trap                                       | 86            | -             | 182           | 28            |
| Laszlo Szapáry       | Trap                                       | 89            | -             | 172           | 10            |

### Schwimmen
| Athleten            | Wettbewerb          | Vorlauf    | Vorlauf | Halbfinale    | Halbfinale    | Finale        | Finale        |
| Athleten            | Wettbewerb          | Zeit       | Platz   | Zeit          | Platz         | Zeit          | Platz         |
| ------------------- | ------------------- | ---------- | ------- | ------------- | ------------- | ------------- | ------------- |
| Herren              |                     |            |         |               |               |               |               |
| Gerald Brauner      | 200 m Brust         | DSQ        | DSQ     | ausgeschieden | ausgeschieden | ausgeschieden | ausgeschieden |
| Helmut Ilk          | 400 m Freistil      | 4:58,1 min | 5       | ausgeschieden | ausgeschieden | ausgeschieden | ausgeschieden |
| Gert Kölli          | 100 m Freistil      | 58,3 s     | 25      | ausgeschieden | ausgeschieden | ausgeschieden | ausgeschieden |
| Friedrich Suda      | 100 m Rücken        | 1:06,0 min | 5       | ausgeschieden | ausgeschieden | ausgeschieden | ausgeschieden |
| Frauen              |                     |            |         |               |               |               |               |
| Christl Filippovits | 200 m Brust         | 3:02,6     | 20      | ausgeschieden | ausgeschieden | ausgeschieden | ausgeschieden |
| Christl Wöber       | 200 m Brust         | 3:09,3     | 25      | ausgeschieden | ausgeschieden | ausgeschieden | ausgeschieden |
| Hannelore Janele    | 100 m Schmetterling | 1:18,4 min | 6       | ausgeschieden | ausgeschieden | ausgeschieden | ausgeschieden |
| Sigrid Müller       | 400 m Freistil      | 5:25,1 min | 7       | ausgeschieden | ausgeschieden | ausgeschieden | ausgeschieden |
| Nora Novotny        | 100 m Freistil      | 1:07,4 min | 21      | ausgeschieden | ausgeschieden | ausgeschieden | ausgeschieden |
| Lore Trittner       | 100 m Rücken        | 1:20,8 min | 7       | ausgeschieden | ausgeschieden | ausgeschieden | ausgeschieden |

### Segeln
- Carl Auteried & Harald Fereberger
Flying Dutchman: 17. Platz
- Franz Eisl & Harald von Musil
Star: 15. Platz
- Hans-Peter Fürst
Finn Dinghy: 17. Platz
- Gerhard Huska, Gotfrid Köchert & Erich Moritz
5,5-Meter-Klasse: 17. Platz

### Turnen
- Waltraud Benesch
Damen, Einzel: 83. Platz
Damen, Mannschaft: 15. Platz
Damen, Boden: 95. Platz (Qualifikation)
Damen, Pferd: 89. Platz (Qualifikation)
Damen, Stufenbarren: 74. Platz (Qualifikation)
Damen, Schwebebalken: 79. Platz (Qualifikation)
- Erika Bogovic
Damen, Einzel: 101. Platz
Damen, Mannschaft: 15. Platz
Damen, Boden: 111. Platz (Qualifikation)
Damen, Pferd: 110. Platz (Qualifikation)
Damen, Stufenbarren: 98. Platz (Qualifikation)
Damen, Schwebebalken: 89. Platz (Qualifikation)
- Anni Cermak
Damen, Einzel: 102. Platz
Damen, Mannschaft: 15. Platz
Damen, Boden: 108. Platz (Qualifikation)
Damen, Pferd: 94. Platz (Qualifikation)
Damen, Stufenbarren: 100. Platz (Qualifikation)
Damen, Schwebebalken: 112. Platz (Qualifikation)
- Anton Hertl
Herren, Einzel: 122. Platz
Herren, Mannschaft: 16. Platz
Herren, Boden: 99. Platz (Qualifikation)
Herren, Pferdsprung: 113. Platz (Qualifikation)
Herren, Barren: 113. Platz (Qualifikation)
Herren, Reck: 101. Platz (Qualifikation)
Herren, Ringe: 128. Platz (Qualifikation)
Herren, Seitpferd: 128. Platz (Qualifikation)
- Elfriede Hirnschall
Damen, Einzel: 94. Platz
Damen, Mannschaft: 15. Platz
Damen, Boden: 80. Platz (Qualifikation)
Damen, Pferd: 118. Platz (Qualifikation)
Damen, Stufenbarren: 97. Platz (Qualifikation)
Damen, Schwebebalken: 55. Platz (Qualifikation)
- Gerhard Huber
Herren, Einzel: 111. Platz
Herren, Mannschaft: 16. Platz
Herren, Boden: 116. Platz (Qualifikation)
Herren, Pferdsprung: 102. Platz (Qualifikation)
Herren, Barren: 107. Platz (Qualifikation)
Herren, Reck: 110. Platz (Qualifikation)
Herren, Ringe: 101. Platz (Qualifikation)
Herren, Seitpferd: 100. Platz (Qualifikation)
- Willi Kafel
Herren, Einzel: 104. Platz
Herren, Mannschaft: 16. Platz
Herren, Boden: 86. Platz (Qualifikation)
Herren, Pferdsprung: 69. Platz (Qualifikation)
Herren, Barren: 120. Platz (Qualifikation)
Herren, Reck: 93. Platz (Qualifikation)
Herren, Ringe: 111. Platz (Qualifikation)
Herren, Seitpferd: 92. Platz (Qualifikation)
- Hermann Klien
Herren, Einzel: 94. Platz
Herren, Mannschaft: 16. Platz
Herren, Boden: 102. Platz (Qualifikation)
Herren, Pferdsprung: 106. Platz (Qualifikation)
Herren, Barren: 74. Platz (Qualifikation)
Herren, Reck: 90. Platz (Qualifikation)
Herren, Ringe: 107. Platz (Qualifikation)
Herren, Seitpferd: 78. Platz (Qualifikation)
- Johann König
Herren, Einzel: 90. Platz
Herren, Mannschaft: 16. Platz
Herren, Boden: 98. Platz (Qualifikation)
Herren, Pferdsprung: 93. Platz (Qualifikation)
Herren, Barren: 99. Platz (Qualifikation)
Herren, Reck: 56. Platz (Qualifikation)
Herren, Ringe: 100. Platz (Qualifikation)
Herren, Seitpferd: 83. Platz (Qualifikation)
- Henriette Parzer
Damen, Einzel: 91. Platz
Damen, Mannschaft: 15. Platz
Damen, Boden: 94. Platz (Qualifikation)
Damen, Pferd: 65. Platz (Qualifikation)
Damen, Stufenbarren: 91. Platz (Qualifikation)
Damen, Schwebebalken: 97. Platz (Qualifikation)
- Hildegard Reitter
Damen, Einzel: 124. Platz
Damen, Mannschaft: 15. Platz
Damen, Boden: 124. Platz (Qualifikation)
Damen, Pferd: 123. Platz (Qualifikation)
Damen, Stufenbarren: 124. Platz (Qualifikation)
Damen, Schwebebalken: 123. Platz (Qualifikation)
- Hans Sauter
Herren, Einzel: 79. Platz
Herren, Mannschaft: 16. Platz
Herren, Boden: 99. Platz (Qualifikation)
Herren, Pferdsprung: 73. Platz (Qualifikation)
Herren, Barren: 83. Platz (Qualifikation)
Herren, Reck: 72. Platz (Qualifikation)
Herren, Ringe: 79. Platz (Qualifikation)
Herren, Seitpferd: 65. Platz (Qualifikation)

### Wasserspringen
- Peter Huber
Kunstspringen: 19. Platz
- Kurt Mrkwicka
Kunstspringen: 15. Platz
Turmspringen: 9. Platz